# Hyporhagus panamensis
Hyporhagus panamensis es una especie de coleóptero de la familia Monommatidae.

## Distribución geográfica
Habita en Panamá.